# Mordella moorei
Mordella moorei là một loài bọ cánh cứng trong họ Mordellidae. Loài này được Perroud miêu tả khoa học năm 1864.